# Léon Deshairs
Léon Deshairs, född 1874, död 1967, var en fransk konsthistoriker.
Deshair var professor vid École des arts décoratifs, och utgav från 1920 tidskriften Art et décoration. Han har författat arbeten om Versailles slottskyrka, Petit Trianon och Grand Trianon, flera andra franska slott och städer samt L'art décoratif français 1918–25.